# Tscheleken-Halbinsel

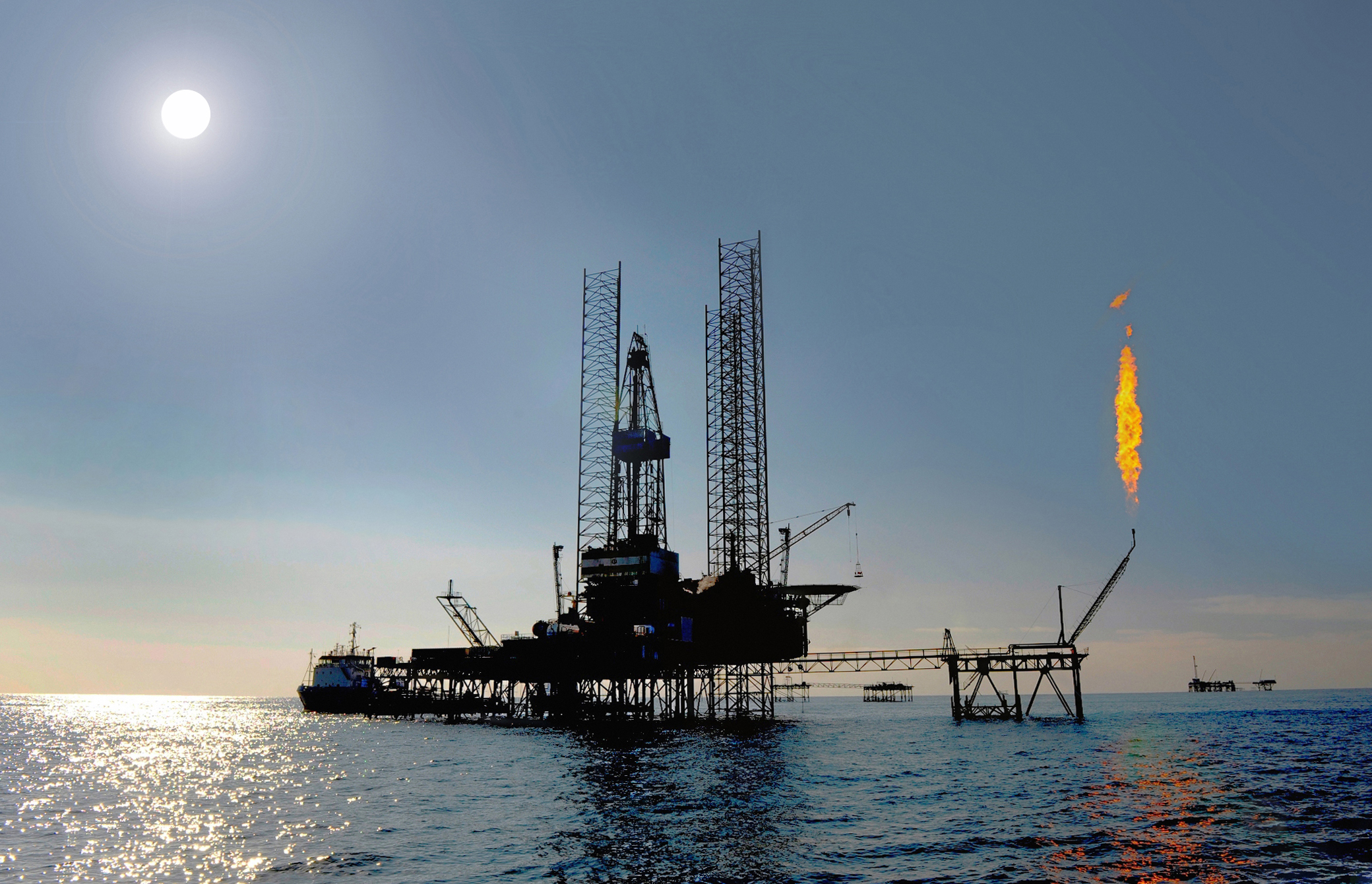
Ölplattform vor der Tscheleken-Halbinsel.

Die Tscheleken-Halbinsel (russisch Челекен полуостров, Tscheleken poluostrow) ist eine Halbinsel im Westen von Turkmenistan, an der Ostküste des Kaspischen Meeres.
Die Stadt Hazar, die früher ebenfalls Tscheleken hieß, liegt auf der Halbinsel. Administrativ gehört das Gebiet zur Provinz Balkan welaýaty.

## Geographie
Die Tscheleken-Halbinsel ist ca. 40 km lang und 22 km breit. Sie grenzt im Westen an das Kaspische Meer und an den Türkmenbaşy-Golf (früher: Krasnowodsk-Bucht) im Norden, welcher im Nordosten auch die Kert-Yakha-Bucht, am Ausgangspunkt der nördlichen Nehrung bildet. Nach Norden und Süden ist die Halbinsel in lange Nehrungen ausgezogen: Poluostrov Kafal’dzha (Kafaldja Peninsula) mit dem Kap Mys Kafal’dzha im Norden und Poluostrov Dervish (Derwisch-Halbinsel) im Süden. Im Norden trennt nur ein schmaler Kanal die Nehrung von der gegenüberliegenden Nehrung, die von Norden kommend die Inseln Ostrov Osushnoy, Ostrov Shinkorenko und das Kap Mys Krasnovodskiy bildet. Im Süden schließt sich an die Derwisch-Halbinsel die Nehrung mit der Insel Ogurja Ada (Ogurchinsky Island) an.
Die ehemalige Insel Tscheleken erhebt sich bis auf ca. 100 m über dem Meeresspiegel (Gory Chokhrak). An der Westküste erheben sich auch Klippen bis auf 25 m Höhe. Nach Osten fällt die Landschaft sanft ab. Die Landschaft ist insgesamt wüstenartig. Orte auf der Halbinsel sind neben Hazar noch Kayrayuz, Kert-Yakha, Koshkin, Tscheleken (Çeleken), Garagöl, Alaja, Dagadzhik und Ogomana (Aga-Many). Eine Straße verbindet die Orte mit Goturdepe und Mollagara auf dem Festland im Osten. Zwischen der Halbinsel und dem Festland in den Buchten im Norden und Süden liegen zahlreiche weitere Inseln, die durch die Austrocknung des Kaspischen Meeres zum Vorschein gekommen sind.
Gelegentlich, wie 1995, steigt der Wasserspiegel des Kaspischen Meeres an und die Halbinsel wird wieder zur Insel.
Auf der Halbinsel gibt es Schlammvulkane.

## Klima
Das Klima ist kontinental trocken mit jährlichen Niederschlägen von ca. 150 mm.

## Kartographie
Die Halbinsel wurde erstmals 1715 von Alexander Bekowitsch-Tscherkasski (Алекса́ндр Беко́вич-Черка́сский - Devlet-Girei-mırza, Девлет-Гирей-мурза) als ‚Tschereken Ostrow‘ auf einer Karte eingezeichnet. Das Gebiet wurde von Fjodor Iwanowitsch Soimonow während der Kaspischen Expedition von 1719 kartiert. Die Expedition erforschte von 1719 bis 1727 das Gebiet und in einigen Karten des 18. und 19. Jahrhunderts erscheint sie als ‚Neftjanoi‘ oder ‚Neftonia‘. Die Insel wurde 1832 von Grigori Silytsch Karelin beschrieben. Er kommentierte, dass es dort vier Arten von Erdöl vorkommen. Die Insel verband sich nach 1937 mit dem Festland 1937.

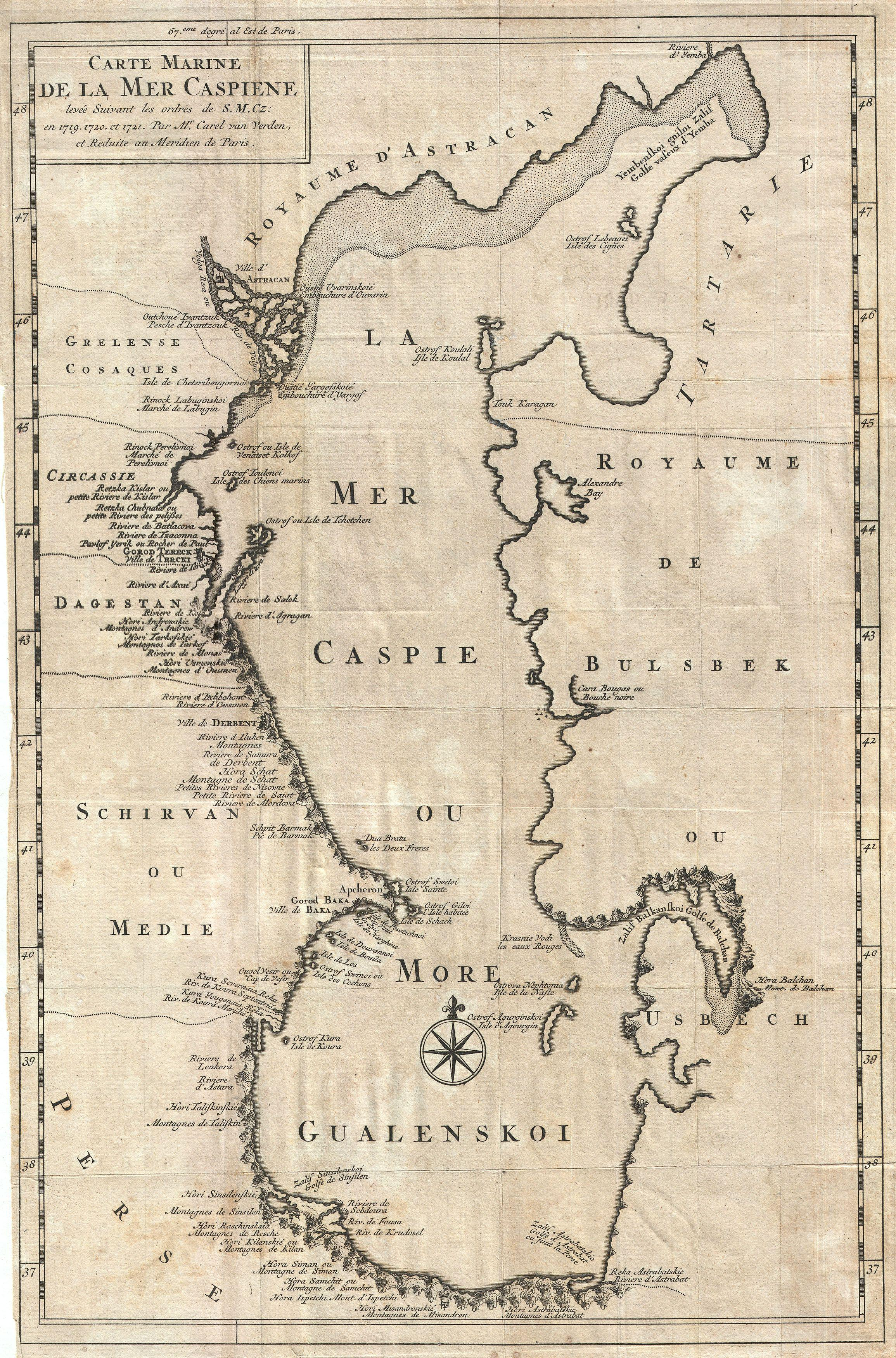
Karte von Van Verden, 1721 mit dem Kaspischen Meer und Ostrova Neftonia oder Ile de la Nafte.
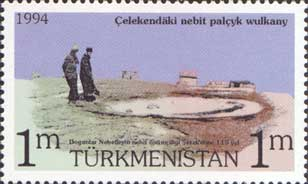
Briefmarke von 1994 aus Turkmenistan mit einer Schwefelquelle auf der Tscheleken-Halbinsel.